# Cyrk (singel)
Cyrk – drugi singel wydany w październiku 2019 promujący album Ten moment.

## Twórcy
- słowa: Edyta Bartosiewicz
- muzyka: Edyta Bartosiewicz
- produkcja, miks i mastering: Sławomir Leniart, Bodek Pezda, Edyta Bartosiewicz

### Listy przebojów
| Autor                     | Notowanie (2019)            | Najwyższa pozycja |
| ------------------------- | --------------------------- | ----------------- |
| Polskie Radio Program III | Lista Przebojów Trójki      | 1                 |
| Radio Szczecin            | Szczecińska lista przebojów | 27                |